# Náměšť (píseň)
Náměšť (podle prvního verše též označovaná jako Krásný je vzduch) je píseň českého folkového písničkáře Jaroslava Hutky. Píseň vznikla jako hymna I. Hanáckého Folk & Country Festivalu plánovaného v přírodním amfiteátru v Náměšti na Hané od 10. do 12. srpna 1973. Festival se však kvůli zásahu Sboru národní bezpečnosti neuskutečnil. Hutka ji tak pojmenoval po místě, kde se měl festival konat a hrál ji na všech svých následujících koncertech. Píseň byla přeložena do polštiny, ukrajinštiny a čínštiny.